# Treinramp bij Winsum (1980)
Op de vroege, mistige ochtend van vrijdag 25 juli 1980 vond er bij het Groningse Winsum een treinongeval plaats waarbij 9 doden en 21 gewonden vielen. Twee treinen, bestaande uit treinstellen van het type Blauwe Engel, botsten in dichte mist frontaal op elkaar. Het ongeluk vond plaats 40 jaar na de treinramp bij Ranum (ten noorden van Winsum) met dertien doden en dertien gewonden.

## Het verloop van het ongeval
Het enkelsporige traject tussen Sauwerd en Roodeschool werd al ongeveer dertien jaar bereden zonder ATB en lichtseinen. Het traject werd beveiligd met CRVL, Centrale Radioverkeersleiding. Op de vroege ochtend van 25 juli rond 7.30 uur reed de machinist van de volle forensentrein 8726 (twee treinstellen) weg uit station Winsum richting Groningen. De verkeersleiding had net te kennen gegeven dat hij in Winsum moest wachten omdat zijn tegenligger (richting Roodeschool) met enkele minuten vertraging uit Sauwerd was vertrokken. Door de dichte mist was het zicht maar 200 meter. De machinist zag in de buurt van de Voslaan op het laatste moment de frontseinen van zijn tegenligger trein 8713 (een treinstel) opdoemen, maar toen was het al te laat. Toenmalig locoburgemeester en getuige Lou Guikema zou jaren later zeggen: "Het was een mistige ochtend. Ik stond te tanken bij de pomp aan de overkant van de overgang. We hoorden twee toeters — treinen toeterden toen nog als ze een overweg naderden. Voor we beseften dat het twee verschillende klanken waren, volgde een harde, doffe klap." Na een oorverdovende stilte volgde al snel het gegil en gekrijs van de gewonden. "Een onheilspellender geluid heb ik nooit meer gehoord." De twee stoptreinen waren met 80 km/h tegen elkaar gereden. De cabine van de trein uit Sauwerd was over de cabine van de trein uit Winsum heengewalst. Het duurde lang om de gewonden te bevrijden, vanwege de dichte mist en omdat er eerst met zand een sloot gedempt moest worden. Wat nog kon rijden is daarna weggesleept. De verongelukte delen van de treinstellen 87 en 84, werden van het spoor getakeld en in het weiland neergezet voor onderzoek. Daarna zijn de treinen op diepladers afgevoerd naar de sloop. De onbeschadigde delen werden samengevoegd tot een ‘nieuw’ treinstel 87. Het achterste treinstel komende vanuit Groningen, de 79, had slechts lichte schade.

## Oorzaak
De CRVL vereiste veel handwerk en aandacht van alle betrokkenen, en had als nadeel dat de treinen niet gevolgd konden worden en er dus vertrouwd moest worden op het kruisingsbericht van de machinisten van beide treinen waarna de conducteur het vertrekbevel kan geven. Toen de trein eenmaal uit Winsum was vertrokken, kon hij niet meer worden gestopt, om de doodeenvoudige reden dat de verkeersleider erop vertrouwde dat de trein in Winsum bleef wachten.
Een echte oorzaak werd nooit geheel duidelijk. De machinist kan gedacht hebben dat de trein nog een station eerder, in Baflo was, maar dat verschil was goed te zien. De conducteur, een van de 21 gewonden, kon zich niet meer herinneren hoe de machinist hem had laten weten dat hij ging vertrekken. Ook merkte hij niet op dat er geen andere trein stond te wachten.

## Maatregelen naar aanleiding van het ongeval
In 1981 is de CRVL afgeschaft en is het traject voorzien van lichtseinen. In 2005, 25 jaar na het ongeval, is er in het weiland aan de Voslaan een herinneringshek met de inscriptie 1980 – 2005 geplaatst ter herinnering aan de negen slachtoffers.
Eind 2007 is de spoorlijn voorzien van het treinbeïnvloedingssysteem ATB Nieuwe Generatie, waardoor de kans op ongevallen een stuk minder is geworden.